# Toshiki Kaifu

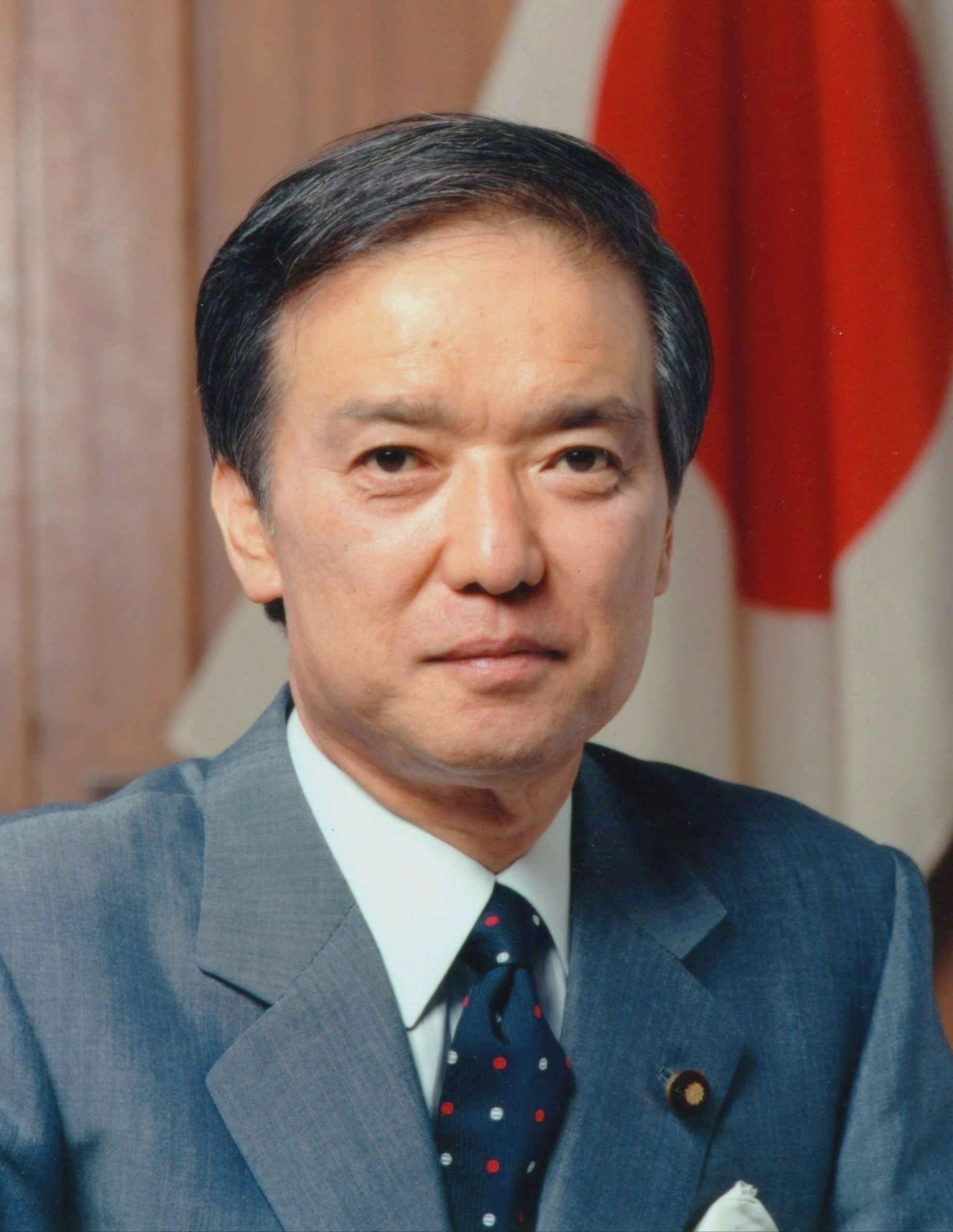
Toshiki Kaifu (1989)

Toshiki Kaifu (jap. 海部 俊樹 Kaifu Toshiki; * 2. Januar 1931 in Nagoya; † 9. Januar 2022) war ein japanischer Politiker der Liberaldemokratischen Partei (LDP). Er war von 9. August 1989 bis November 1991 der 48. Premierminister Japans und war Abgeordneter des Shūgiin, des Unterhauses, für den 9. Wahlkreis der Präfektur Aichi. Er gehörte der Nikai-Faktion an.

## Aufstieg in der LDP
Kaifu studierte Literatur an der Waseda-Universität. Bei der Shūgiin-Wahl 1960 wurde er als landesweit jüngster Abgeordneter erstmals ins Parlament gewählt. Seither wurde er 15 Mal wiedergewählt. Bereits 1966 wurde er erstmals Staatssekretär (zunächst im Arbeitsministerium), 1976 erstmals Bildungsminister im Kabinett von Fukuda Takeo. Innerhalb der Partei gehörte er zur Miki-Faktion und gehörte nach dem Rückzug von Miki Takeo zu den einflussreichsten Politikern der Faktion hinter dem Vorsitzenden Toshio Kōmoto.
Von 1985 bis 1986 war Kaifu erneut Bildungsminister. Vor dem Hintergrund der Skandale, die die LDP Ende der 1980er Jahre beschädigten, sprach sich Kaifu für eine „saubere Politik“ und gemäßigte Reformen aus. Nachdem der Recruit-Skandal den Parteivorsitzenden Noboru Takeshita 1989 zu Fall gebracht hatte, musste dessen Nachfolger Uno Sōsuke schon nach drei Monaten wegen eines Skandals zurücktreten. Am 8. August 1989 wurde Kaifu von den LDP-Abgeordneten beider Kammern mit 279 Stimmen gegen Yoshirō Mori (120 Stimmen) und Shintarō Ishihara (48 Stimmen) zum Parteivorsitzenden gewählt.

## Regierungszeit und Sturz
Kaifu galt als schwacher Premierminister, da seine Faktion zu den kleineren in der LDP gehörte und er somit innerparteilich auf Zugeständnisse an die größeren Faktionen angewiesen war. Allerdings setzte er einen „ethischen Standard“ durch und vermied es, von Skandalen betroffenen Politikern später wieder Posten zuzuweisen, wie es sonst üblich war.
Nach nur zwei Jahren im Amt entzogen ihm wichtige Parteigrößen die Unterstützung. Er kündigte an, nicht wieder für den Parteivorsitz zu kandidieren. Im November 1991 trat er zurück und wurde durch Miyazawa Kiichi ersetzt, der mit Deckung durch die großen Faktionen viele vom Recruit-Skandal betroffene Politiker wieder zu Ministern machte. Kaifus Ideen für eine „saubere Politik“ und eine geplante Wahlrechtsreform wurden wieder beiseitegelegt.
Miyazawas Regierungszeit war von neuen Skandalen geprägt. Vor allem der Sagawa-Express-Skandal 1992 erschütterte die Glaubwürdigkeit der LDP. Mit der Gründung der Neuen Japan-Partei begann ein „Boom neuer Parteien“, der durch unzufriedene Abgeordnete gespeist wurde, die die LDP verließen. Am 18. Juni stimmte das Reform-Forum 21, die Faktion von Tsutomu Hata und Ichirō Ozawa, zusammen mit der Opposition für ein Misstrauensvotum, brachte so Miyazawa zu Fall und verließ anschließend die LDP, um die Erneuerungspartei zu gründen. Die resultierenden Neuwahlen bestätigten die Spaltung der LDP und führten zum ersten Machtwechsel seit der Gründung der LDP 1955.

## Opposition und Rückkehr in die LDP
Kaifu selbst verließ 1994 die Partei, nachdem sie im April dank der inneren Konflikte der Koalitionsregierung und der Zusammenarbeit mit der Sozialistischen Partei Japans in die Regierung zurückgekehrt war. Gemeinsam mit Ozawa und Hata gründete er die Neue Fortschrittspartei und wurde ihr erster Parteivorsitzender. Nach der Auflösung der Partei gehörte er ab 1998 zur „Versammlung der Unabhängigen“, ab 1999 dann zur Liberalen Partei Ozawas. Ein Jahr später gehörte er zu den Abgeordneten, die mit der LDP zusammenarbeiten wollten, den Gründern der Konservativen Partei. 2003 kehrte er gemeinsam mit den verbliebenen Abgeordneten seiner Partei in die LDP zurück und bildete dort die Nikai-Faktion.
Bei der Shūgiin-Wahl 2009 verlor Kaifu seinen Wahlkreis und erklärte anschließend seinen Rückzug aus der Politik. Kaifu starb am 9. Januar 2022 im Alter von 91 Jahren.

## Auszeichnungen
- 1998: Großes Silbernes Ehrenzeichen am Bande für Verdienste um die Republik Österreich[2]